# Zermützel

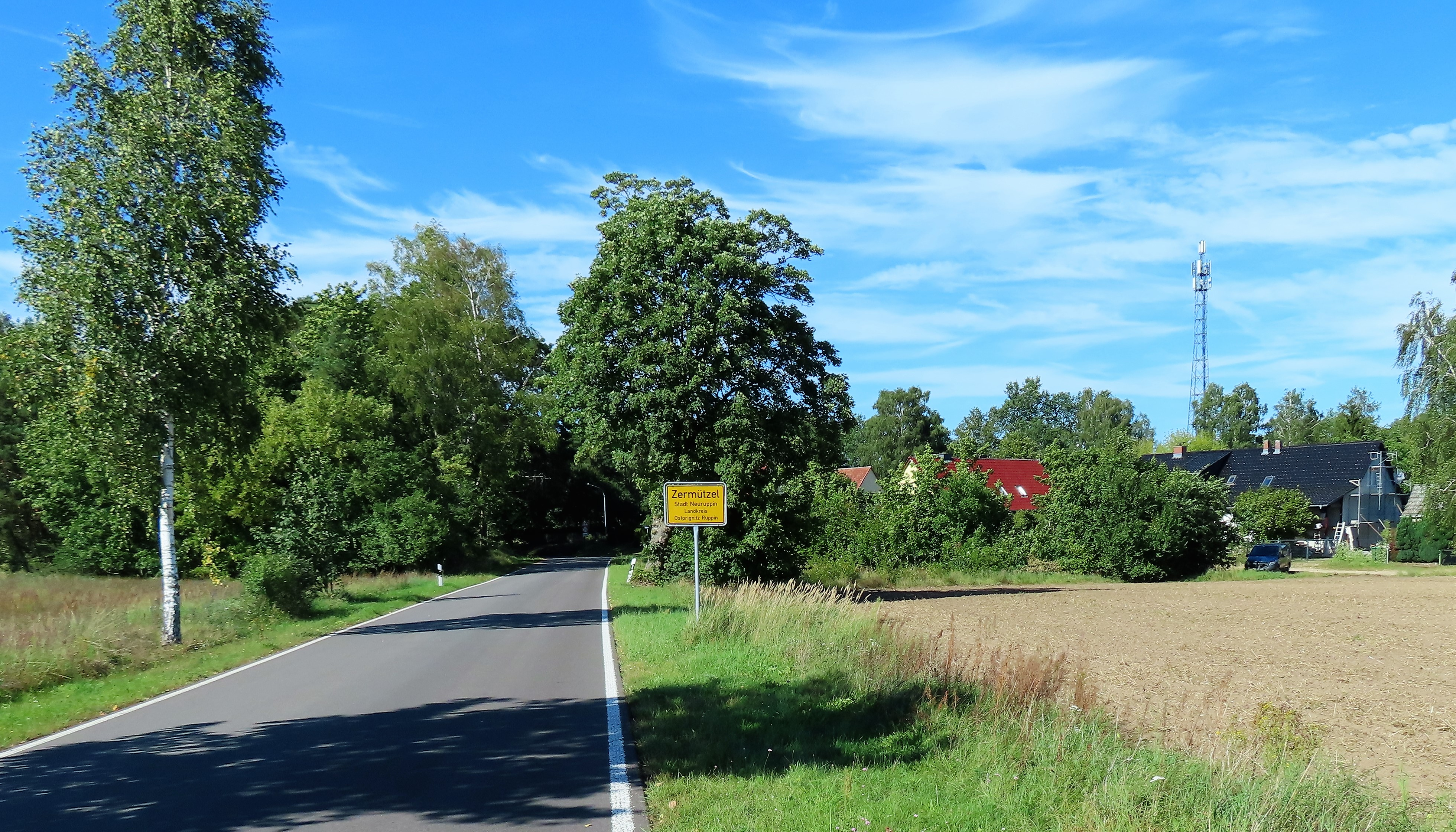
Ortseingang Zermützel Stadt Neuruppin von Krangen kommend

Zermützel ist ein bewohnter Gemeindeteil der Stadt Neuruppin im Ortsteil Krangen. Er liegt in der Ruppiner Schweiz am Zermützelsee.

## Geographie
Zermützel liegt nordwestlich ca. 60 Kilometer von Berlin auf halbem Weg zur Müritz am Anfang einer Schmelzwasserrinne der letzten Eiszeit (Glaziale Rinne), beginnend von Norden nach Süden über den Tornowsee, Zermützelsee, Tetzensee, Molchowsee, Ruppiner See und Bützsee. Ab Zermützel werden die Seen in der Rinne vom Fluss Rhin durchzogen und gehören heute zur Ruppiner Wasserstraße. Im Süden ist das Dorf mit Stendenitz und nordöstlich mit dem Ort Fristow verbunden, die über Brücken erreichbar sind.
Das Dorf liegt auf einer Höhe von 62 m ü. NHN.

## Geschichte

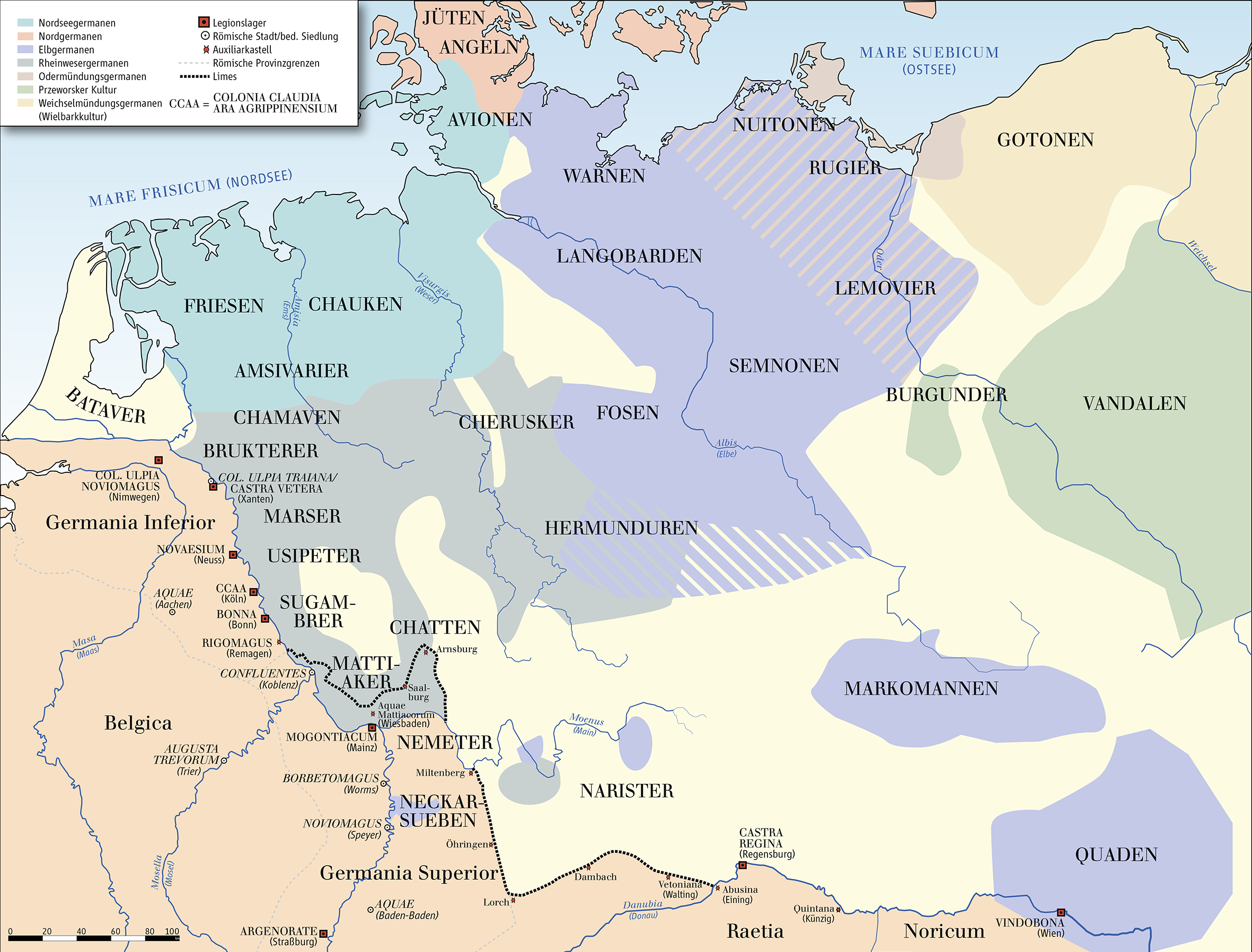
Siedlungsgebiete der germanischen Stämme in Mitteleuropa um 50 n. Chr.

### Ur- und Frühgeschichte
Eine über eintausend Jahre alte Urkunde verweist auf den slawischen Stamm der Zamzizi. Bis 400 n. Chr. lebte hier der Germanenstamm der Semnonen einem Teilstamm der elbgermanischen Sueben, der höchstwahrscheinlich ein großes Heiligtum auf dem Weilickenberg oberhalb der Boltenmühle am Tornowsee verehrte. In der Gemarkung Krangen weisen Werkzeug- und Waffenfunde aus geschliffenem Stein auf Vorfahren, die vor 4000 bis 7000 Jahren in der Gegend lebten.

### Mittelalter bis zur Neuzeit
Zermützel (auch Tzermützel oder Sermützell) wurde 1490 als Scharmützel (eine Deutung des Ortsnamens sagt, vom slawischen Wort für Traubenkirsche oder Elsbeere) erstmals urkundlich erwähnt, als Gabe des Grafen Johann I. von Lindow-Ruppin (* unbekannt; † 1499) an dessen Gemahlin Anna geb. Gräfin von Stolberg und Wernigerode (auch Gräfin Jacobine im Stadtregister genannt oder Anna Jacobine) (* unbekannt; † 1525) als so genannte Leibgedingverschreibung.
Die Zermützler lebten überwiegend von der Landwirtschaft. Nach dem Tod des letzten, 21-jährigen Graf Wichmann I. von Lindow-Ruppin (1503/1504–1524) kam 1524 auch Zermützel mit der Herrschaft Ruppin zum Kurfürstentum Brandenburg.
Das Vorwerk bestand im Jahre 1525 aus vier freien Lehnshufen und als Besitzer wird Amtsrat Dietrich Krüger genannt. Als Lehnschulze wurde Jacob Kagemann eingesetzt der vier Hufen Ackerland bewirtschaftete. Der Schulze hatte das Gericht über die wüste Feldmark Fristow. Er besaß einige Wiesen, die freie Abholzung, durfte Birkenholz (Elsenholz) zu Holzkohle brennen und hatte das Recht auf das Schneiden von Schilfrohr (Rohrung). Dafür musste er der Herrschaft Ruppin ein Schock Groschen geben. Drei bis vier Bauernhöfe in Zermützel teilten sich dreizehn Hufen. Um die Erträge der Höfe aufzubessern, erhielten die Bauern zur Grasgewinnung 1 bis 3 ha Wiesen in der Plagge. Das sind Wiesen mit minderwertigem Gras beiderseits des Rhins von der Fristower Brücke rhinaufwärts.
Als Überbleibsel der Seidenraupenzucht in Zermützel stehen zwei große Maulbeerbäume rechts des Weges vom Lindenhof ca. 100 m in Richtung Mückeneck. Die „Kolonisten“, Hugenotten, die von König Friedrich II. in Stendenitz angesiedelt wurden, brachten diesen Erwerbszweig mit.
Das Lehnschulzengut Zermützel wurde während des Dreißigjährigen Krieges vom Inhaber des kurfürstlichen Amtes in Alt Ruppin (verantwortlich für die Abgaben an den Kurfürsten) als Privatbesitz erworben und entwickelte sich zum Rittergut. 1781 erwarb die Kämmerei Neuruppin das ehemalige Lehnschulzengut zu Zermützel von Friedrich Otto Gustav von Kleist (1744–1794) zu Protzen für 8396 Taler. Das Gut besitzt zu dieser Zeit drei Ganzbauern (Vollhüfnern) die 17 Hufen schlechtes Ackerland bewirtschaften. Ein erheblicher Teil des Kaufgeldes wurde durch Verkauf alter Eichen und Kiefern aus der Stadtheide aufgebracht.
Am 3. Dezember 1783 vernichtete ein Feuer das Gut Zermützel.

### 1806–1807 Vierter Koalitionskrieg
Im Vierten Koalitionskrieg 1806 im Kampf gegen Napoleon standen die Truppen der 2 Division, bestehend aus dem Infanterie Regiment von Larisch, die reitende Batterie Hahn in Alt-Ruppin und das Infanterie Regiment von Kalkreuth in Storbeck und Molchow. Das Bataillon von Schütz bewegte sich nach Krangen und das Dragoner Regiment von Heuking stand in Zermützel.

### Die Flößerei
Um das Jahr 1787 begann die Holzflößerei, um Neuruppin nach dem großen Stadtbrand wieder aufzubauen und Holz nach Berlin zu liefern.
Die Plätze am kleinen Rehwinkel und am Anglerheim Mückeneck dienten im Winter als Holzablage. Hier wurden im Frühling die Holzstämme zu Flößen zusammengestellt, die dann den Rhin abwärts zum Sägewerk Hennigsdorf gestakt wurden, bis im Jahre 1960 der Transport per Schiene und Straße die Flößerei ablöste.
Nach dem Orkan Quimburga im Jahre 1972 fiel so viel Holz an, dass die Flößerei noch einmal auflebte und mit der letzten Flößung im Jahre 1975, über den Tornow- und Zermützelsee, endete.

### Das Schulwesen
Die Krangener Chronik, die 1963 abgeschlossen wurde, berichtet ausführlich über Landwirtschaft, über Not, Armut, Abgaben und Probleme des täglichen Lebens. Für das Schulwesen der damaligen Zeit ist von Interesse, was über den Schulbezirk Krangen, zu dem im Jahre 1810 auch Zermützel gehörte, in der Chronik aufgezeichnet ist.
Ein Schneidermeister und Küster aus Storbeck, der zweieinhalb Monate das Schullehrer- und Küsterseminar in Berlin besucht hatte, wurde 1797 in Krangen als Lehrer eingesetzt:
Am 24. März 1831 veröffentlichte der Magistrat von Neuruppin eine Verkaufsanzeige, da die Verwaltung des Gutes nicht mehr dem Kommunalzweck entsprach. Die Besitzer wechselten dann durch alle Jahrhunderte sehr häufig, was offenbar mit der geringfügigen Ertragslage zusammenhing.

### Nach dem Zweiten Weltkrieg
Im Herbst 1945 fiel das Gut Zermützel mit damals 346 ha Acker und 270 ha Wald unter die Bodenreform. 38 Siedler, die in Zermützel eine neue Heimat gefunden hatten, erhielten Land aus dem Bodenfonds. Ein Teil von ihnen gründete 1950 das Volksgut Zermützel, das schon zu Beginn der 1960er Jahre in der Läuferaufzucht erfolgreich war und mit dem Mastbetrieb in Stöffin kooperierte. Bis zur Wende 1990 hat das Volksgut mit der Kooperativen Pflanzenproduktion Neukammer mit Sitz in Gnewikow zusammenarbeitet. Seine landwirtschaftliche Nutzfläche wurde von dort aus bearbeitet. Auch die Viehwirtschaft erfolgte im Rahmen des Volksgutes Gnewikow.
Der Gutshof ist heute noch gut als solcher zu erkennen. Er besaß bis vor wenigen Jahren ein stattliches Gutshaus mit Zwerggiebeldach und kleiner Mansarde und Satteldach. Da kein Interesse an Erhalt und Nutzung mehr bestand, wurde das Gutshaus vor der Wende abgerissen. Die Zermützler Gutbewirtschaftung wurde nach der Wende beendet.

### Einwohnerentwicklung
| Jahr      | 1766 | 1875 | 1890 | 1910 | 1925 | 1945 | 2005 | 2007 |
| --------- | ---- | ---- | ---- | ---- | ---- | ---- | ---- | ---- |
| Einwohner | 40   | 96   | 71   | 88   | 97   | 76   | 79   | 75   |

### Historische Landwirtschaft
| Aussaat     | Roggen                | Gerste                | Hafer                | Erbsen     | Buchweizen  | Kartoffeln            | Leinsamen  | Wicken     |
| Menge       | 5 Winspel 16 Scheffel | 1 Winspel 23 Scheffel | 2 Winspel 3 Scheffel | 23 Winspel | 11 Scheffel | 2 Winspel 20 Scheffel | 3 Scheffel | 6 Scheffel |
| Tierbestand | Pferde                | Rinder                | Schafe               | Schweine   |             |                       |            |            |
| Stück       | 11                    | 66                    | 457                  | 42         |             |                       |            |            |

## Ortsstruktur

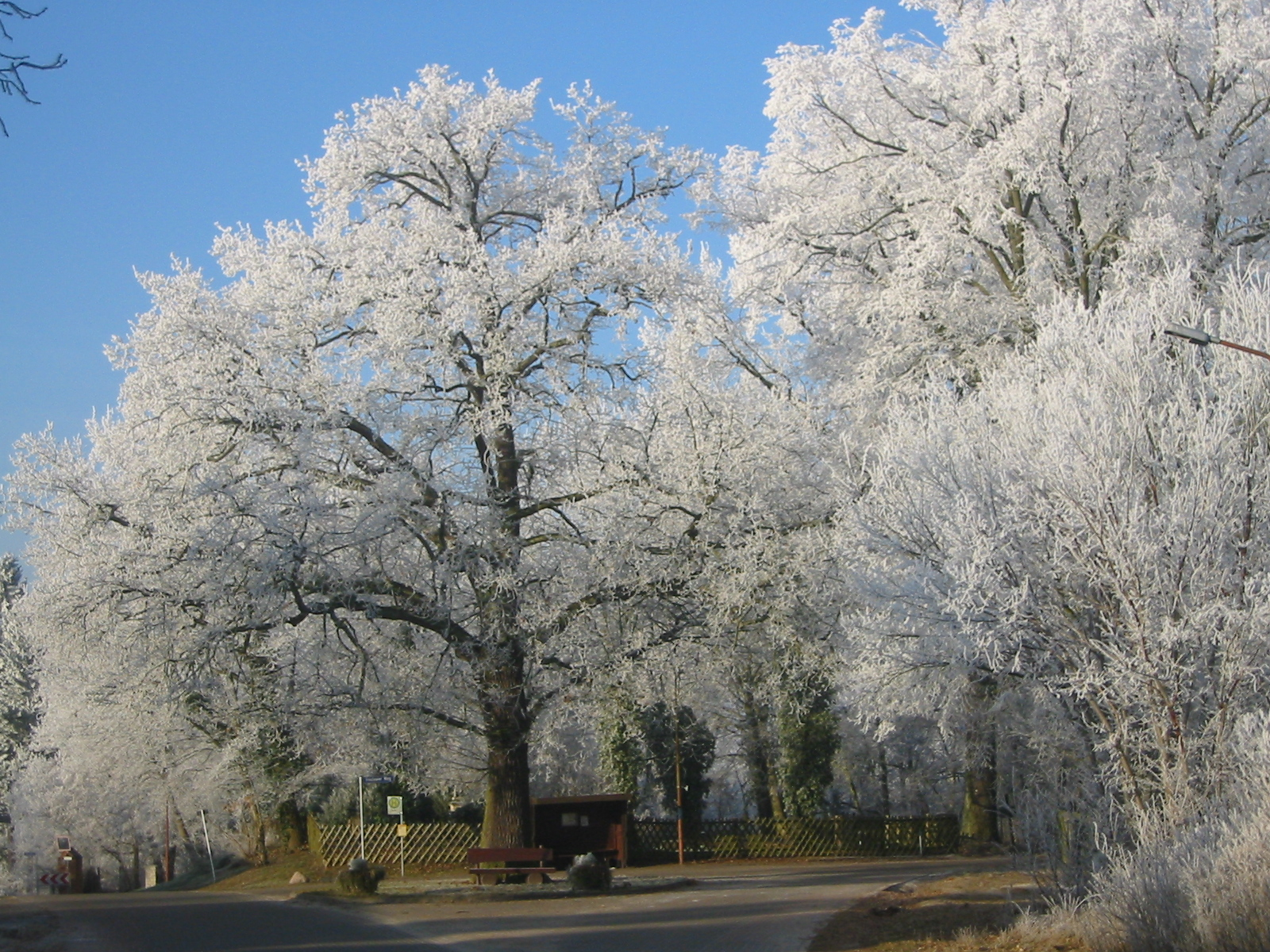
Oberer Dorfplatz in Zermützel

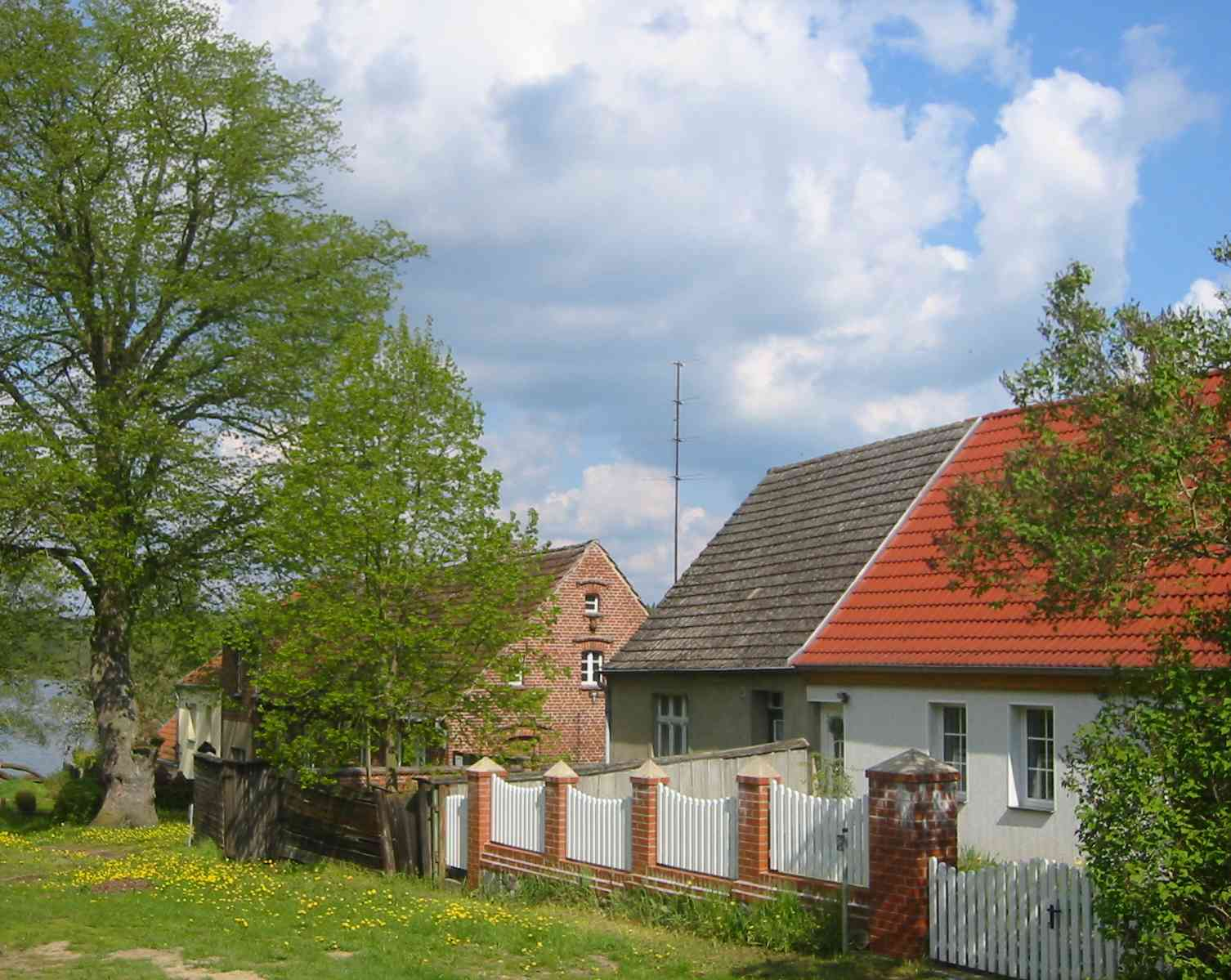
Am unteren Dorfplatz

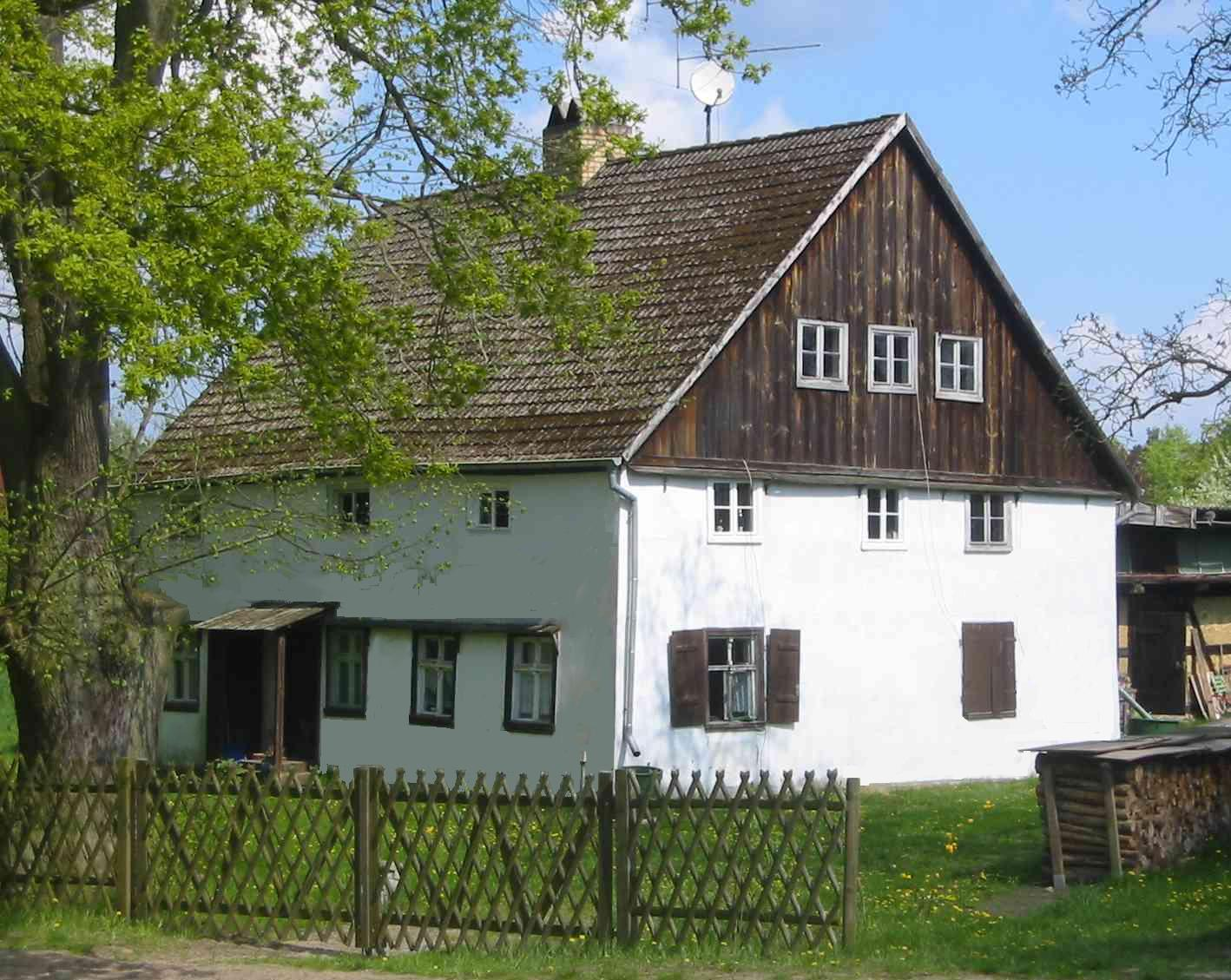
Der Lindenhof

Zermützel war seit dem 1. Januar 1928 Ortsteil von Krangen und gehört seit Krangens Eingemeindung nach Neuruppin 1993 ebenfalls zu Neuruppin. Geblieben ist die Zuständigkeit des Ortsbürgermeisters von Krangen für Zermützel. In den Grundbüchern und Plänen des Bauamtes laufen die Eintragungen unter Krangen.
Die Anzahl der Bauern und die Größe der Bauernhöfe blieben bis in das 19. Jh. gleich. Die älteste im Dorf vertretene Familie sind die Wittkopfs, schon seit 1879 leben sie hier.
Zermützel hat drei voneinander deutlich getrennte Wohngebiete.
Zum ersten gehört der obere Dorfplatz. Dort liegt der heute noch so genannte Lindenhof, der jetzt als Wohnstätte dient. Das Wohnhaus, ein zweistöckiges, quergegliedertes großes Haus ist ein Fachwerkbau, in dem in den 60er Jahren der 20. Jh. noch der Rauchschlot der schwarzen Küche bestand, der mit einer preußischen Kappe gegen Regeneinfall geschlossen war. Gegenüber ist nach der Wende der Kremserhof entstanden. Bis 1995 gab es ein Lebensmittelgeschäft.
Zum zweiten gehört der untere Dorfplatz mit dem zentralen Gehöft der ehemaligen Gaststätte Wittkopf. Die Gaststätte Wittkopf feierte 1989 ihr 110-jähriges Jubiläum. 1999 hat das Ehepaar Klaus und Brigitte Wittkopf das Gewerbe für die Gaststätte aufgegeben. Die ehemaligen Höfe der Bauern Schmidt und Burrmann lagen neben dem Hof Wittkopf bergwärts und sind heute als solche kaum mehr zu erkennen.
Das Grundstück talwärts neben dem Hof Wittkopf ging 1926 aus der Tederan’schen Büdnerstelle hervor, deren Voreigentümer Carl Alexander Freiherr von Swaine war, der Birkenhorst als Besitz hatte. Der kleinere Hausteil des Doppelhauses gleicht von der Baukonstruktion her dem Typenbau aus der Kolonistenzeit, der auch im Nachbardorf in Stendenitz anzutreffen war. Wie von Günter Krentz berichtet wurde, hat König Friedrich II. 1755 diese Kolonistenstellen eingerichtet.
Aus der mündlichen Überlieferung und aus der Krangener Dorfchronik kann man entnehmen, dass die ehemalige Thederan’sche Büdnerstelle einstmals das Haus des Jägers bzw. Fischers des Gutes war. Bis heute ließ sich für dieses Grundstück der Eintrag folgender Lasten im Grundbuch nicht löschen, weil der Nachfolger des Begünstigten nicht zu ermitteln ist.
Laut Verleihungsurkunde vom 28. September 1789 hat Besitzer jährlich
- b 2 Scheffel Kienäpfel an die Gutsherrschaft von Zermützel zu liefern auch derselben
- c 1 Tag Forsthanddienste und
- d gewisse andere Dienste gegen Tageslohn zu leisten. (aus dem Grundbuch von Krangen (Blatt 101) 22. Mai 1840)

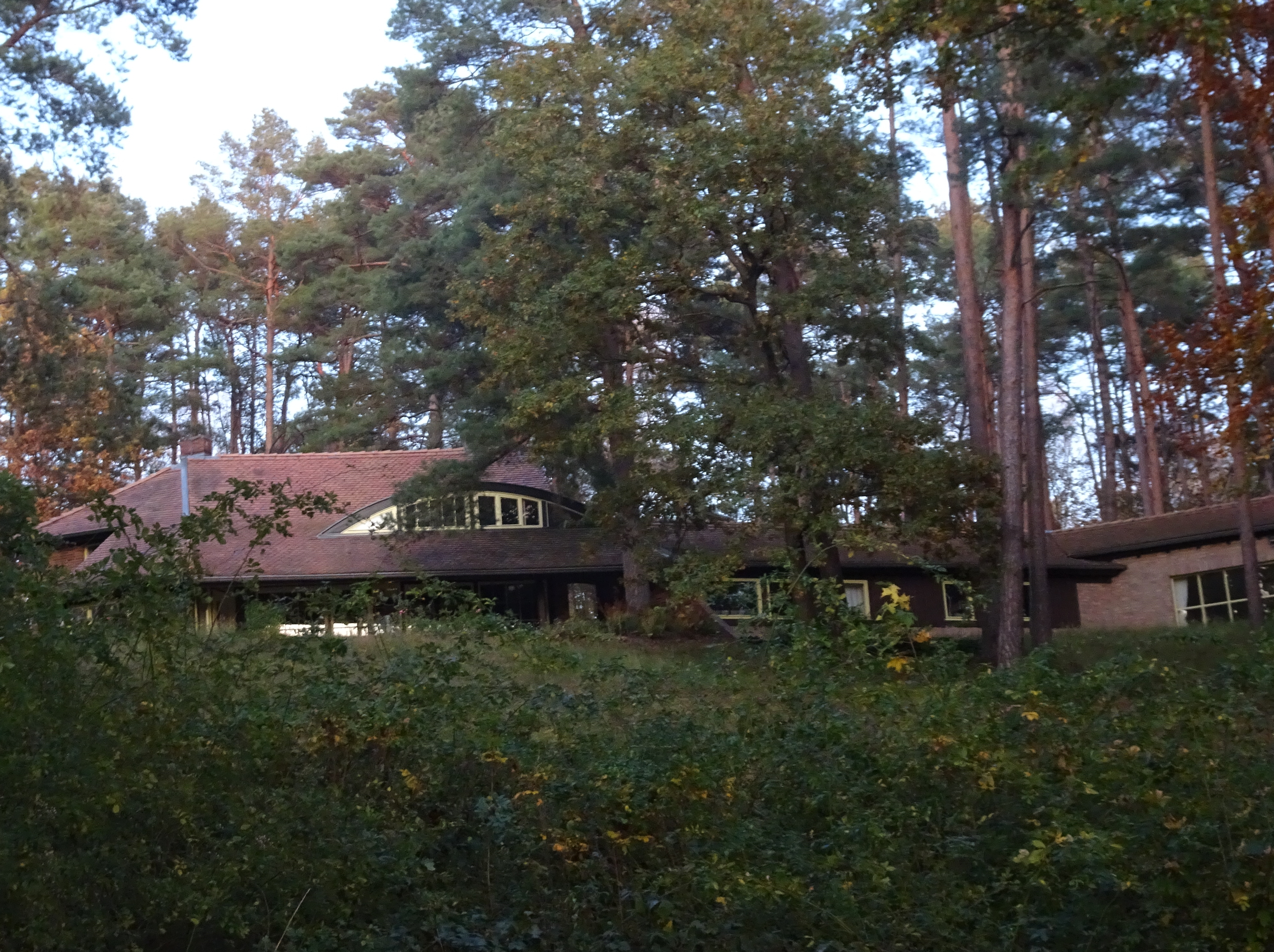
Ferdinand Möllers Landhaus (Architekt Hans Scharoun)

Das dritte deutlich getrennte Wohngebiet in Zermützel an der Stendenitzer Brücke hat eine architektonische Attraktion. Dort liegt das für den Kunsthändler Ferdinand Möller (1882–1956) von den Architekten Hans Scharoun und Hermann Mattern entworfene, 1937 erbaute Landhaus.
Folgende lokale Bezeichnungen sind mündlich überliefert und teilweise noch heute gebräuchlich:
- Vorbuch: Waldgebiet zwischen Zermützel und Fristow.
- Ziegelwiese: Ufergebiet vor dem Mückeneck, auf dem Ziegelreste der ehemaligen Ziegelei zu finden sind.
- Galgenberg: Die tote Kiefer und Findlinge kennzeichnen diesen Ort ca. 500 m vom Ortsschild Zermützel in Richtung Ost.[19]
- Akazienweg: Feldweg zwischen Wald und Feld in Richtung Nord-Ost von Ortsmitte aus.
- Kirchsteig: Weg von der Stendenitzer Brücke in Richtung Krangen (nur noch in der Waldlage vorhanden, das Stück am Waldrand ist jetzt untergepflügt).
- Hindenburgeiche: Eiche auf dem Platz vor dem Lindenhof (Bushaltestelle).

## Infrastruktur

### Entwicklung

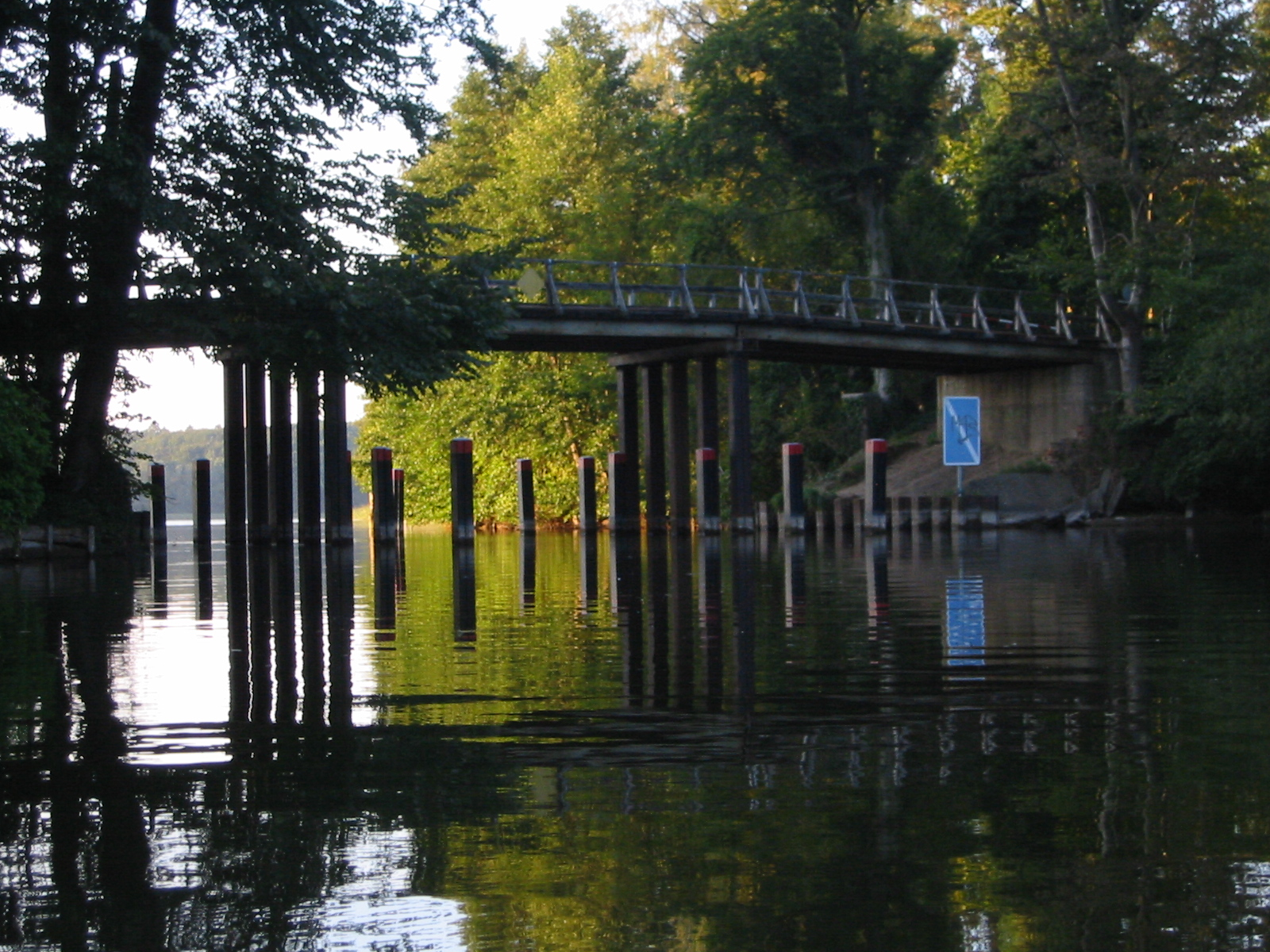
Stendenitzer Brücke

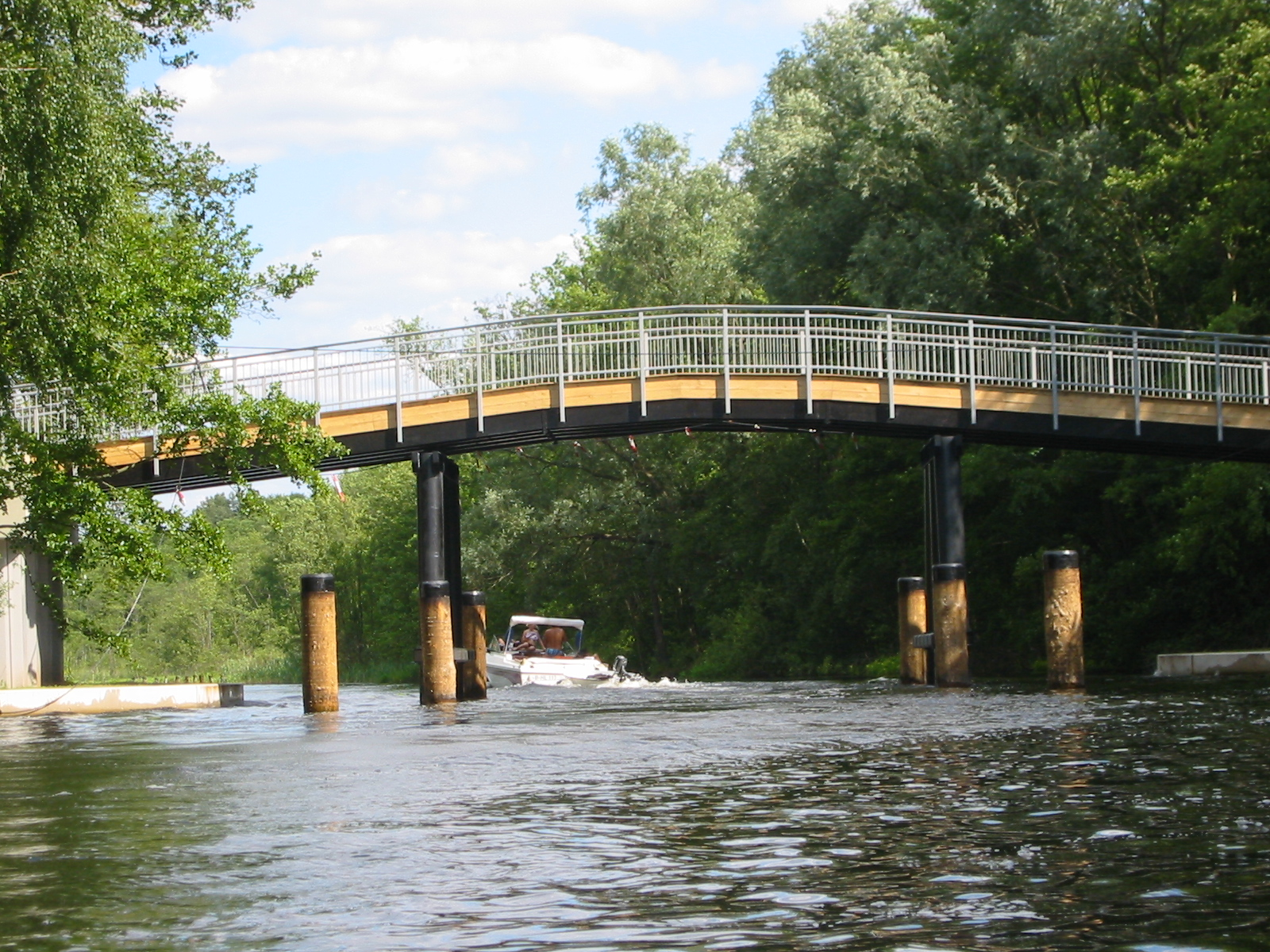
Neue Fristower Brücke (2005)

Das in den heute noch gebräuchlichen Landkarten verzeichnete Übersetzen der Boote von Zermützel zur Rheinsberger Seenplatte geschah bis 1930 durch Pferdefuhrwerke der Fuhrunternehmer Burrmann, Wittkopf und Rösicke.
Seit 1934 gibt es elektrisches Licht. Das Gut in Zermützel besaß bis 1944 eine Windturbine zur Stromerzeugung. Die Freileitungen in der Ortslage Zermützel wurden 1973 durch Erdkabel abgelöst.
Bis 1939 brachte eine Postkutsche mit 4 Pferden bespannt auf dem Wege von Neuruppin nach Rheinsberg die Post auch nach Zermützel.
Erst 1967 erhielt Zermützel eine befestigte Straße als Verbindung nach Krangen. Vorher war der unbefestigte Feldweg in Regenzeiten manchmal nicht passierbar.
Die Erneuerung der 300 m zentralen Dorfstraße ersetzte 1991 die „Katzenköpfe“ durch Betonkleinsteinpflaster mit Markierung des Gehweges. Bei dieser Gelegenheit wurde Straßenentwässerung installiert.
Im Jahre 1995 erhielt Zermützel zentralen Trinkwasseranschluss.
Ursprünglich trug die Anschrift fast aller Zermützler die Bezeichnung Dorfstraße, obwohl die Dorfstraße eine Reihe von Abzweigungen hatte. 2005 erhielten die Dorfstraße und deren Abzweigungen eigene Namen und entsprechende Straßenschilder.

### Verkehr
- Bus 779 (Ostprignitz Ruppiner Personennahverkehrsgesellschaft von Alt Ruppin nach Zermützel)

## Erholung und Tourismus

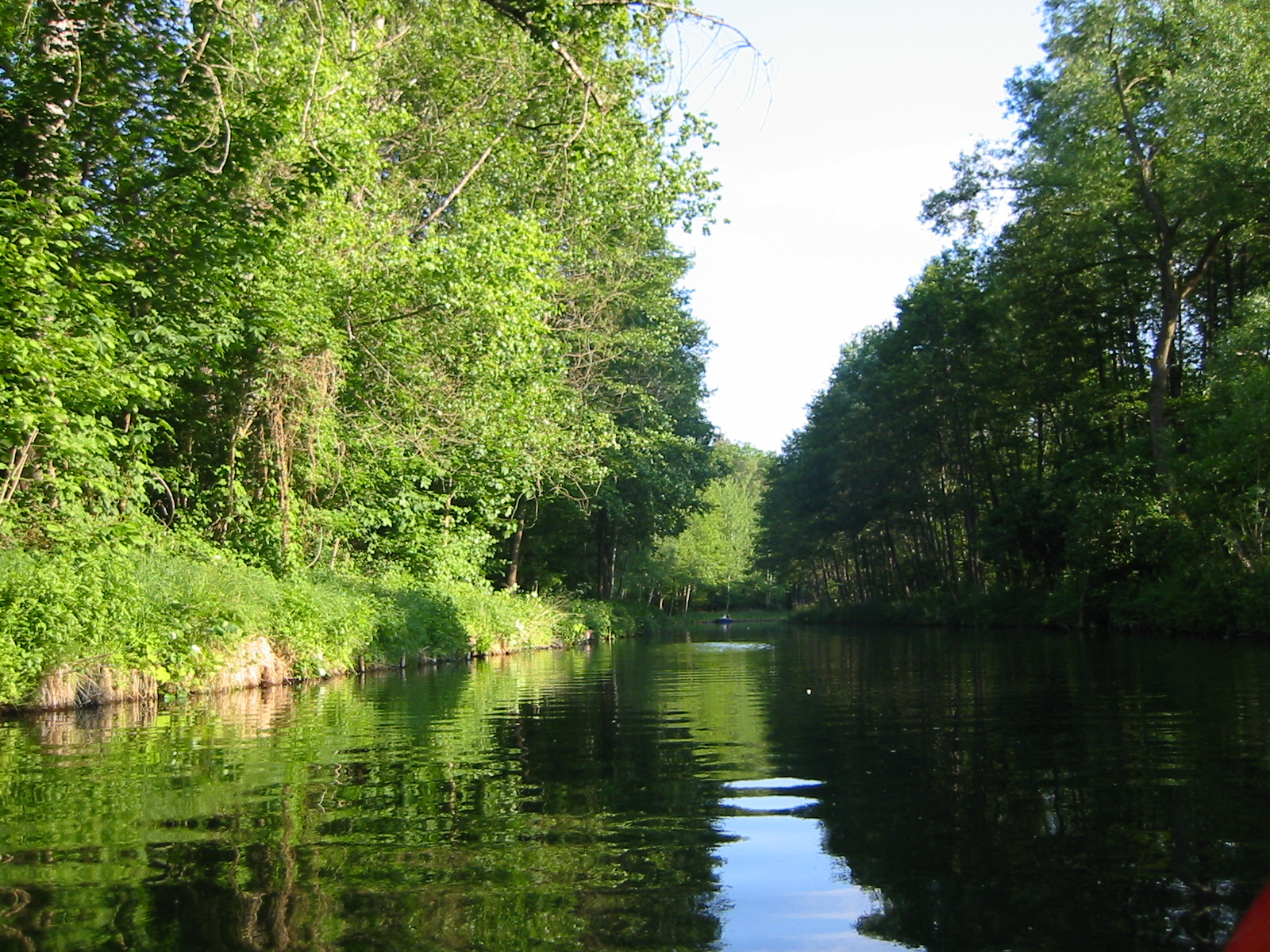
Rottstielfließ (nicht für Motorsportboote zugelassen)

Zwei große Campingplätze liegen am Zermützelsee. Die Campingplätze Stendenitz und Großer Rehwinkel wie auch die Plätze am See beidseitig der Fristower Brücke.
Der Kremserhof Zermützel (Ruppiner Fahrtouristik) bietet Reit- und Fahrmöglichkeiten mit Kutschen und Kremsern und außerdem rustikaler Bewirtung an.
Obwohl der Zermützelsee als Segelrevier ein kleiner See ist, bietet er doch gute Möglichkeiten zum Windsurfen und Segeln.
Aus dem See können Barsch, Zander, Hecht, Aal, Waller, Karpfen und verschiedene Weißfische geangelt werden. Bis zum Beginn des Motorbootbetriebes im April und dann wieder nach Beendigung der Motorbootzeit ist das Wasser des Sees recht klar, in der Motorbootsaison trübt er ein, da der See nur bis 6 m tief und der Grund schlammig ist. Der Zermützelsee wird nicht nur durch den Rhin und den Rottstielfließ mit Wasser versorgt, zu nennen sind auch Zuflüsse vom Teufelssee, vom Kellensee und von Quellen zwischen Fristow und kleinem Rehwinkel.
Von Alt Ruppin führt ein Radweg durch den Wald an Molchow vorbei bis an den Grafendamm am Zermützelsee.

### Historisches
Schon vor dem Zweiten Weltkrieg gab es Wassersporteinrichtungen. Der Deutsche Kanu-Verband hatte seine Station gegenüber der Gaststätte Wittkopf. Die Paddlergilde Rhinbrüder e. V. Neuruppin und später der Ruderklub Neuruppin hatten ihren Standort in Mückeneck.

## Legenden

### Die Hexe im Teufelssee
Diese Legende erzählt über eine Hexe, die im Teufelssee ihr Unwesen getrieben haben soll und später in den Wald bei Rheinsberg verbracht worden sei.

### Das Blumenwunder von Zermützel
„In der Dämmerung klopfte es leise an das Tor eines Gehöftes in Zermützel. Die Frau öffnete das Tor und erschrak furchtbar beim Anblick eines alten, abgemagerten Mannes, dessen Augen ebenfalls voller Furcht waren. Der Mann trug gestreifte KZ-Kleidung. Er bat um Zivilkleidung zur weiteren Flucht. Auf Fluchthilfe stand zu dieser Zeit die Todesstrafe. Es war im April 1945, zur Zeit des zu Ende gehenden Krieges. Die Frau trug die Verantwortung für ihre Familie, für ein kleines Kind und für ihren kranken Mann. Außerdem war die Frau für Hausbewohner verantwortlich, die hier auf dem Dorf vor Kriegsgefahren Zuflucht gesucht haben.
Der Frau kam es vor, als ob sie einen Hoffnungsschimmer auf dem Gesicht des Alten sah. Bevor er verschwand, sagte er: ‚Ich habe nichts, um dir zu danken. Ich werde aber Gott bitten, Zermützel reich zu segnen und zum Zeichen dafür 100.000 weiße Blumen so wachsen zu lassen, dass sie einen großen Blumenteppich bilden.‘ Dort auf dem Friedhof, wo der Mann das Kleiderpäckchen fand, wachsen seit dieser Zeit im Frühjahr mehr als 100.000 Schneeglöckchen – wie ein weißer Teppich.
Da sie mutig war, sagte sie dem Flüchtling folgendes: ‚Verstecke dich in den Büschen des Friedhofes und warte, bis ein Mann mit langem grünem Mantel und Hut am Friedhof vorbeigeht. Er wird dort ein Päckchen fallen lassen und weitergehen. Wenn der Mann fort ist, kannst du dir den Anzug aus dem Päckchen nehmen und dich umziehen. Verstecke deine KZ-Kleidung in dem Päckchen, damit wir diese danach im Ofen verbrennen können.‘
Wer nicht glaubt, kann es zur Zeit der Schneeglöckchen dort sehen. Die Geschichte musste zuerst geheim bleiben, deshalb wissen nur wenige Zermützler die Ursache für dieses Blumenwunder.“

## Persönlichkeiten

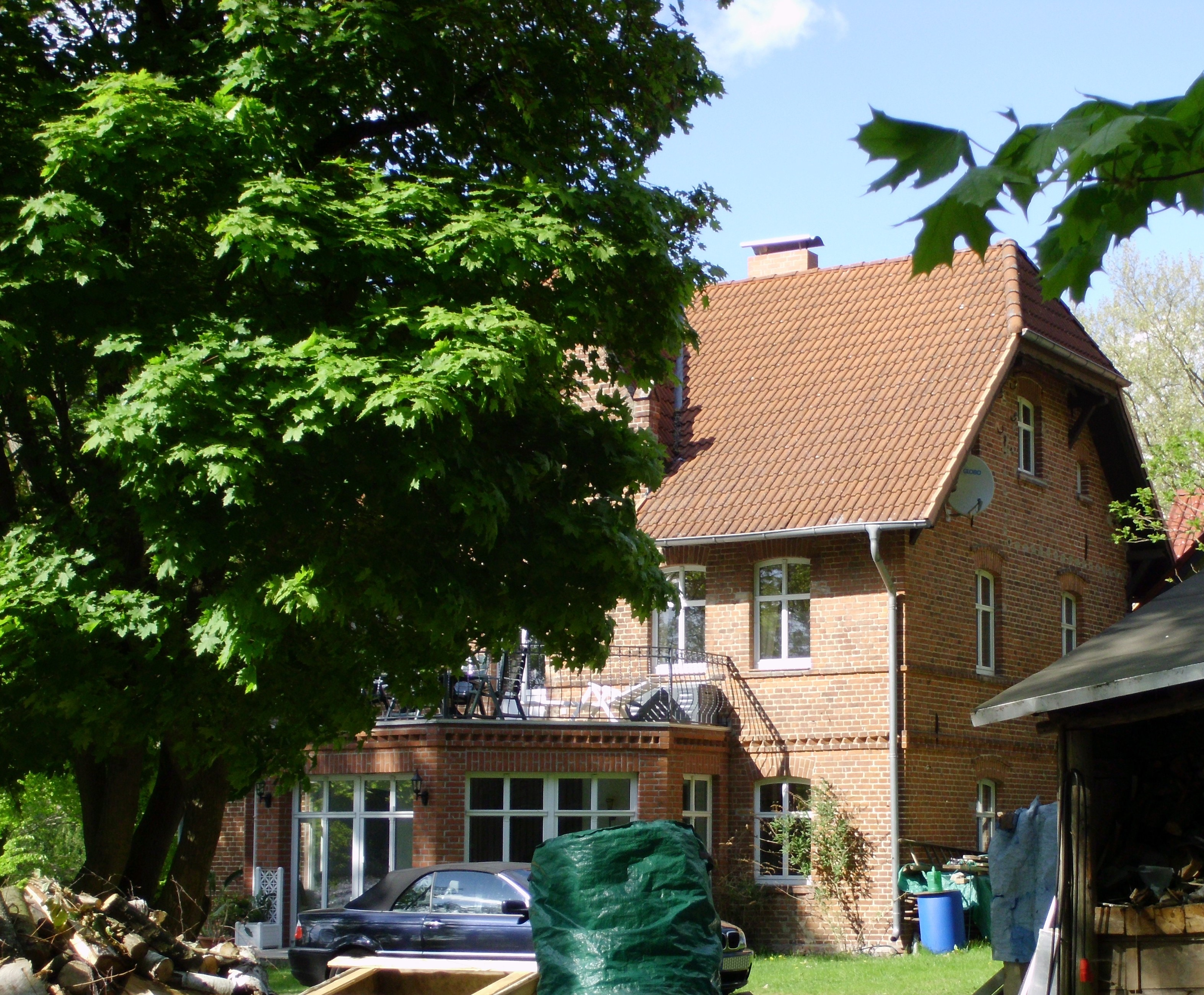
Ehemaliges Wohnhaus von Carl Alexander Freiherr von Swaine in Zermuetzel-Birkenhorst

- Ferdinand Möller (1882–1956), deutscher Kunsthändler
- Carl Alexander Freiherr von Swaine (* 21. April 1870 in Düsseldorf; † 15. September 1941 in Zermützel), Grundbesitzer, Landwirt und Vater von Alexander von Swaine
- Friedrich Otto Gustav von Kleist (* 24. März 1744 in Stettin; † 3. Juli 1794 in Protzen), Gutsbesitzer in Protzen und Zermützel
- Friedrich Dietrich von Criegern (* unbekannt, vor 1700), Erbgesessen zu Mancker, Buckwitz und Zermützel.[22] Erhielt am 15. September 1717 die k(gl). Preussische Confirmation des am 1. Juli 1711 ertheilten Kursächs. Reichs-Vicariats-Adel[23][24] Fürstl meckl. Hof- und Landesrichter.[25]